# 법률유보의 원칙
법률유보의 원칙(法律留保)이란 일정한 행정권의 발동은 법률에 근거하여 이루어져야 한다는 공법상 원칙이다. 법률유보는 인권의 내용이나 그 보장의 방법 등의 상세한 것은 법률로 정하지 않으면 안된다는 의미의 규율유보, 인권을 제약하는 경우에는 반드시 법률에 의하지 않으면 안된다는 제한유보가 있다. 법률유보의 원칙은 헌법상 민주주의원리, 법치주의원리, 기본권보장원리에서 도출되는 원리이다.

## 학설
법률유보의 적용범위에 관해서는
침익적 행정작용
국민의 권리를 제한하거나 의무를 부과하는 침익적 행정작용에는 반드시  법률의 근거가  필요하다는 견해.
침익적 행정작용과 특별권력관계에서의 침익적 행정작용도 법률유보가 필요하다는 신침해유보설,
침익적 행정작용과 급부행정작용도 법률유보가 필요하다는 급부행정유보설,
국민의 기본권에 직접 영향을 미치는 본질적 사안에 대해서는 의회가 직접 규율해야 한다는 본질적사항유보설(중요사항유보설),
행정의 모든 영역에 법률의 근거가 필요하다는 전부유보설이 있다.
다수설과 판례는 본질적사항유보설에 가깝다.

## 관련판례
그런데 오늘날 법률유보원칙은 단순히 행정작용이 법률에 근거를 두기만 하면 충분한 것이 아니라, 국가공동체와 그 구성원에게 기본적이고도 중요한 의미를 갖는 영역, 특히 국민의 기본권실현에 관련된 영역에 있어서는 행정에 맡길 것이 아니라 국민의 대표자인 입법자 스스로 그 본질적 사항에 대하여 결정하여야 한다는 요구까지 내포하는 것으로 이해하여야 한다(이른바 의회유보원칙). 그런데 입법자가 형식적 법률로 스스로 규율하여야 하는 사항이 어떤 것인가는 일률적으로 획정할 수 없고 구체적 사례에서 관련된 이익 내지 가치의 중요성, 규제 내지 침해의 정도와 방법 등을 고려하여 개별적으로 결정할 수 있을 뿐이나, 적어도 헌법상 보장된 국민의 자유나 권리를 제한할 때에는 그 제한의 본질적인 사항에 관한 한 입법자가 법률로써 스스로 규율하여야 할 것이다

## 참고 문헌
- 김철용, 행정법, 고시계사, 2012. ISBN 978-89-5822-383-2

## 같이 보기
- 행정법
- 유보 (법률용어)